# Celia Pérez Cuenca
Celia Pérez Cuenca, née le 24 janvier 1994, est une escrimeuse espagnole pratiquant le sabre. Elle a gagné le championnat d'Europe 2024. 

## Carrière
En 2024, elle remporte le championnat d'Europe individuel, sa première médaille individuelle au niveau international, en battant la Hongroise Liza Pusztai en finale (15-13). Elle avait auparavant dominé la championne d'Europe en titre, Manon Apithy-Brunet (15-11).

## Palmarès
- Championnats d'Europe d'escrime
  -  Médaille d'or en individuel aux championnats d'Europe 2024 à Bâle
  -  Médaille de bronze par équipes aux championnats d'Europe 2024 à Bâle